# Todd Nelson (tennis)
Todd Nelson, né le 18 mars 1961 à The Dalles en Oregon, est un joueur américain de tennis.

## Carrière
En 1988 à Lyon il a battu un top 10 : Yannick Noah no 8 mondial. Il bat Kevin Curren (no 12 mondial) au Tournoi du Queen's, sur gazon en 1986.
Meilleur joueur de double que de simple, avec pour partenaire le sud-africain Gary Muller, il a atteint les demi-finales de l'US Open en battant la paire Yannick Noah et Guy Forget no 1 et 3 mondiaux en double.
Au premier tour de Wimbledon en 1987 il perd contre Paul McNamee sur le score fleuve au 5e set de 3-6, 4-6, 6-2, 6-1, 17-19. En 1986 au Tournoi du Queen's il perd contre Tim Wilkison 7-6, 6-7, 11-13 et en 1983 contre Steve Denton 5-7, 6-3, 15-17.

## Palmarès

### Finale en simple messieurs
| No | Date       | Nom et lieu du tournoi             | Catégorie | Dotation  | Surface         | Vainqueur      | Score         |  |
| -- | ---------- | ---------------------------------- | --------- | --------- | --------------- | -------------- | ------------- |  |
| 1  | 08-02-1988 | Grand Prix de tennis de Lyon, Lyon |           | 240 000 $ | Moquette (int.) | Yahiya Doumbia | 6-4, 3-6, 6-3 |  |

### Finales en double messieurs
| No | Date       | Nom et lieu du tournoi                               | Catégorie    | Dotation  | Surface      | Vainqueurs                       | Partenaire         | Score    |  |
| -- | ---------- | ---------------------------------------------------- | ------------ | --------- | ------------ | -------------------------------- | ------------------ | -------- |  |
| 1  | 10-07-1989 | Tournoi de tennis US Pro Boston                      |              | 297 500 $ | Terre (ext.) | Andrés Gómez Alberto Mancini     | Phillip Williamson | 7-6, 6-2 |  |
| 2  | 09-10-1989 | Grand Prix de Toulouse Toulouse                      |              | 225 000 $ | Dur (int.)   | Mansour Bahrami Éric Winogradsky | Roger Smith        | 6-2, 7-6 |  |
| 3  | 09-07-1990 | Volvo Hall of Fame Tennis Championships Newport (RI) | World Series | 150 000 $ | Gazon (ext.) | Darren Cahill Mark Kratzmann     | Bryan Shelton      | 7-6, 6-2 |  |
| 4  | 21-10-1991 | Philips Open Guarujá                                 | World Series | 125 000 $ | Dur (ext.)   | Jacco Eltingh Paul Haarhuis      | Bret Garnett       | 6-3, 7-5 |  |